# Nirvana (película)
Nirvana es una película italiana de 1997 del género ciberpunk dirigida por Gabriele Salvatores y protagonizada por Christopher Lambert, Diego Abatantuono, Sergio Rubini y Stefania Rocca. Fue exhibida en el Festival de Cine de Cannes de 1997.

## Sinopsis
La película cuenta la historia de un diseñador de juegos de realidad virtual, Jimi (Christopher Lambert), que descubre que el protagonista de su juego, Solo (Diego Abatantuono), ha logrado sensibilidad debido a un ataque de un virus informático. Aterrado, Jimi se propone borrar el juego del servidor de su empleador, Okasama Star, antes de que sea lanzado comercialmente el día de Navidad, y así ahorrarle más sufrimiento a Solo.

## Reparto
- Christopher Lambert es Jimi Dini.
- Sergio Rubini es Joystick.
- Diego Abatantuono es Solo.
- Stefania Rocca es Naima.
- Emmanuelle Seigner es Lisa.
- Amanda Sandrelli es Maria
- Gigio Alberti es Dr. Ratzenberger
- Leonardo Gajo as Gaz-Gaz.
- Paolo Rossi es Joker.